# Biserica de lemn din Miroslovești

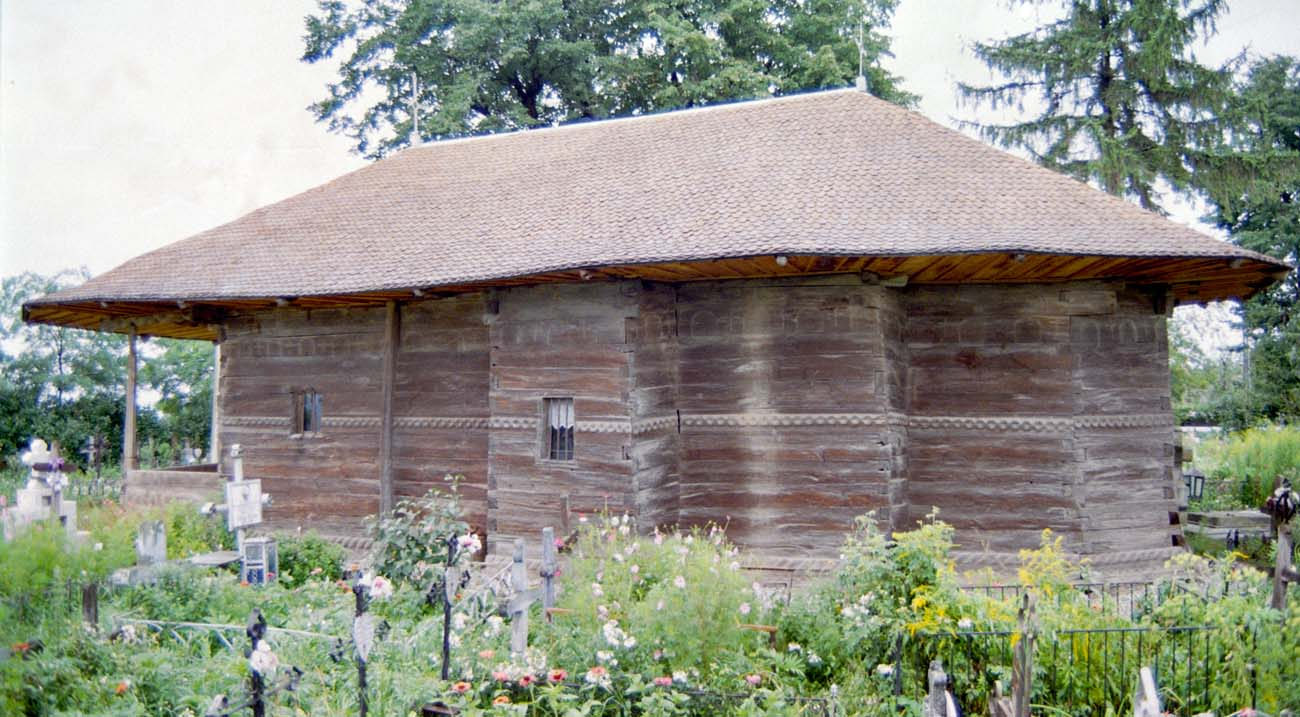
Latura de sud a bisericii de lemn, 2002

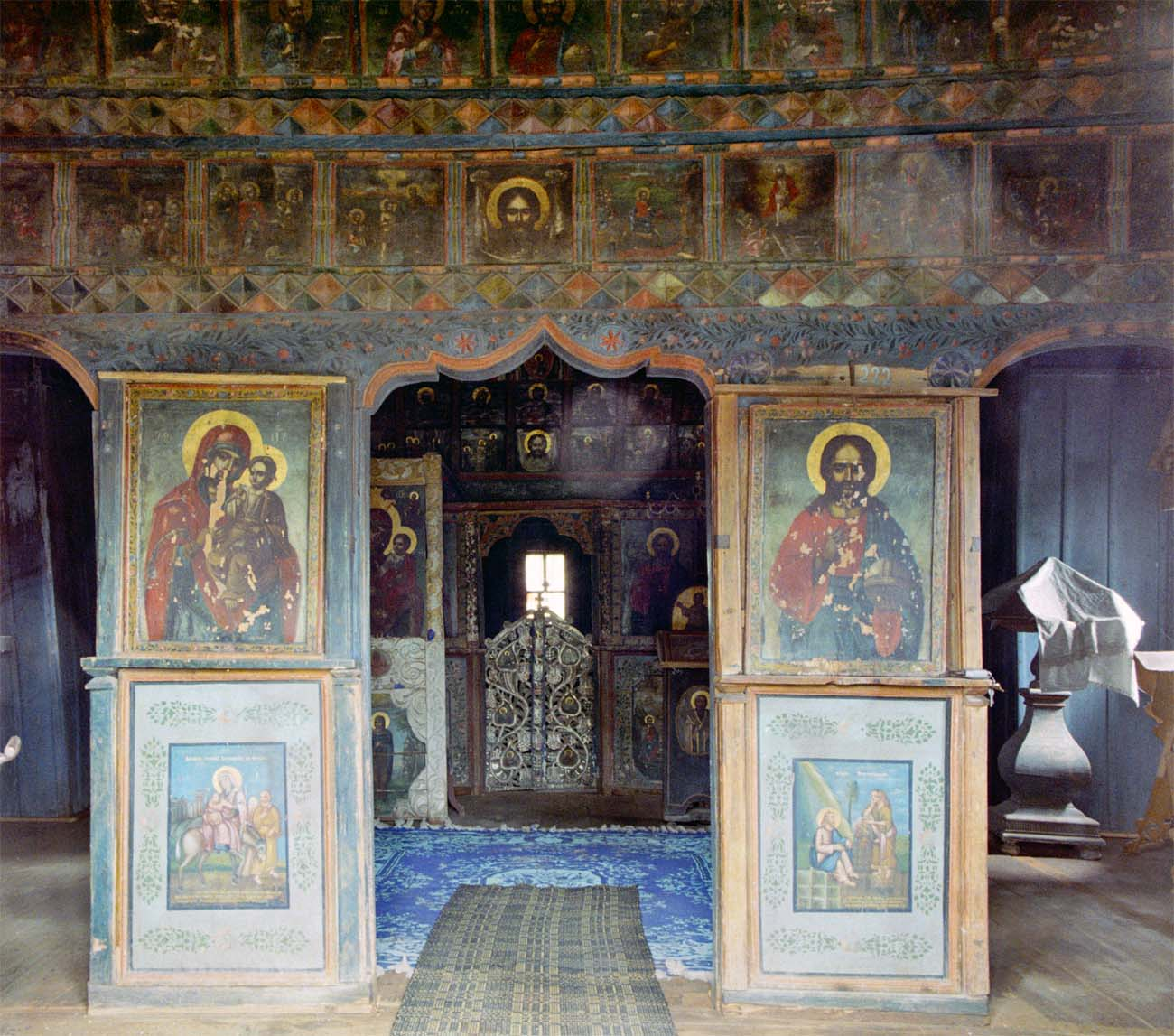
Stâlpii spre navă, 2002

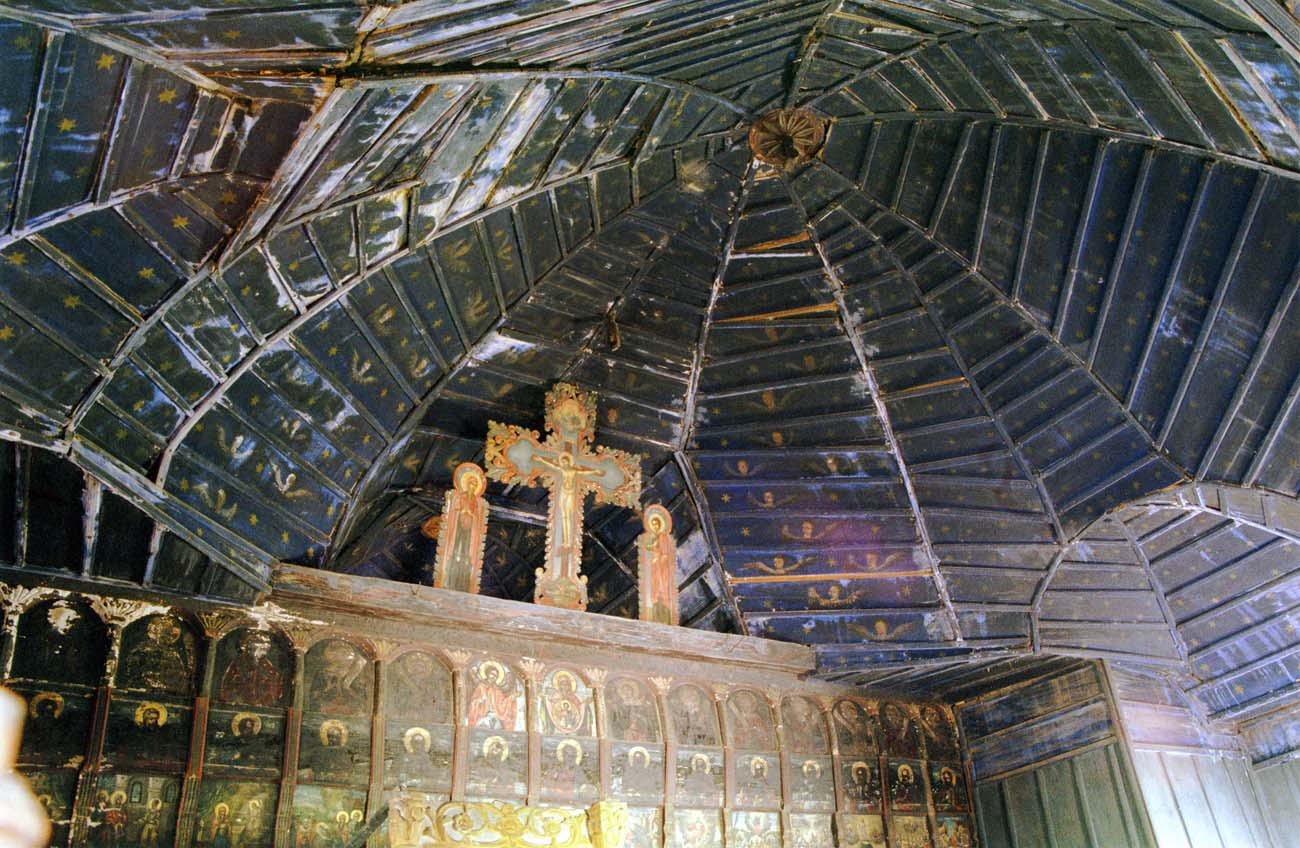
Interior, cupola de peste naos, 2002

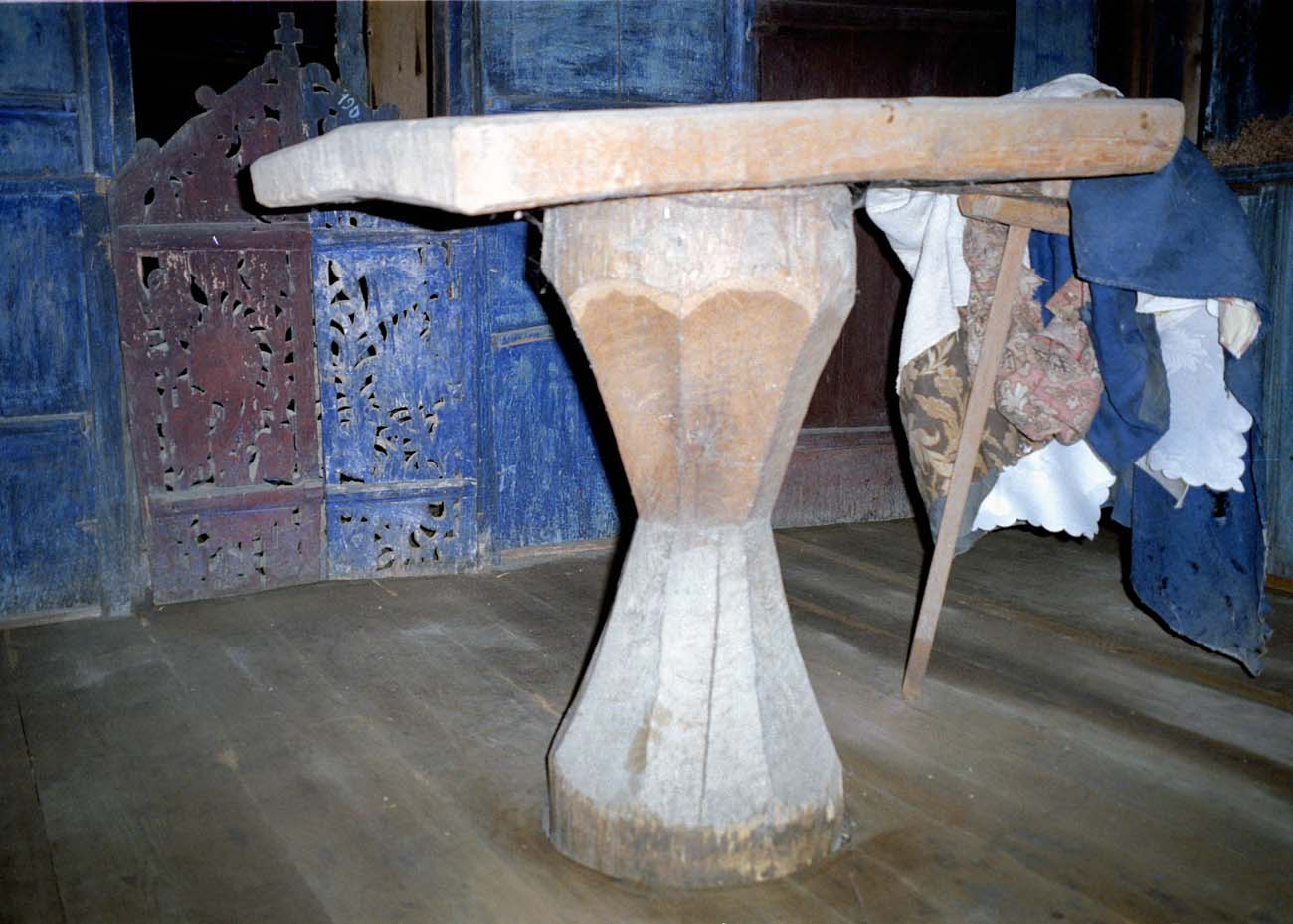
Masa altarului, 2002

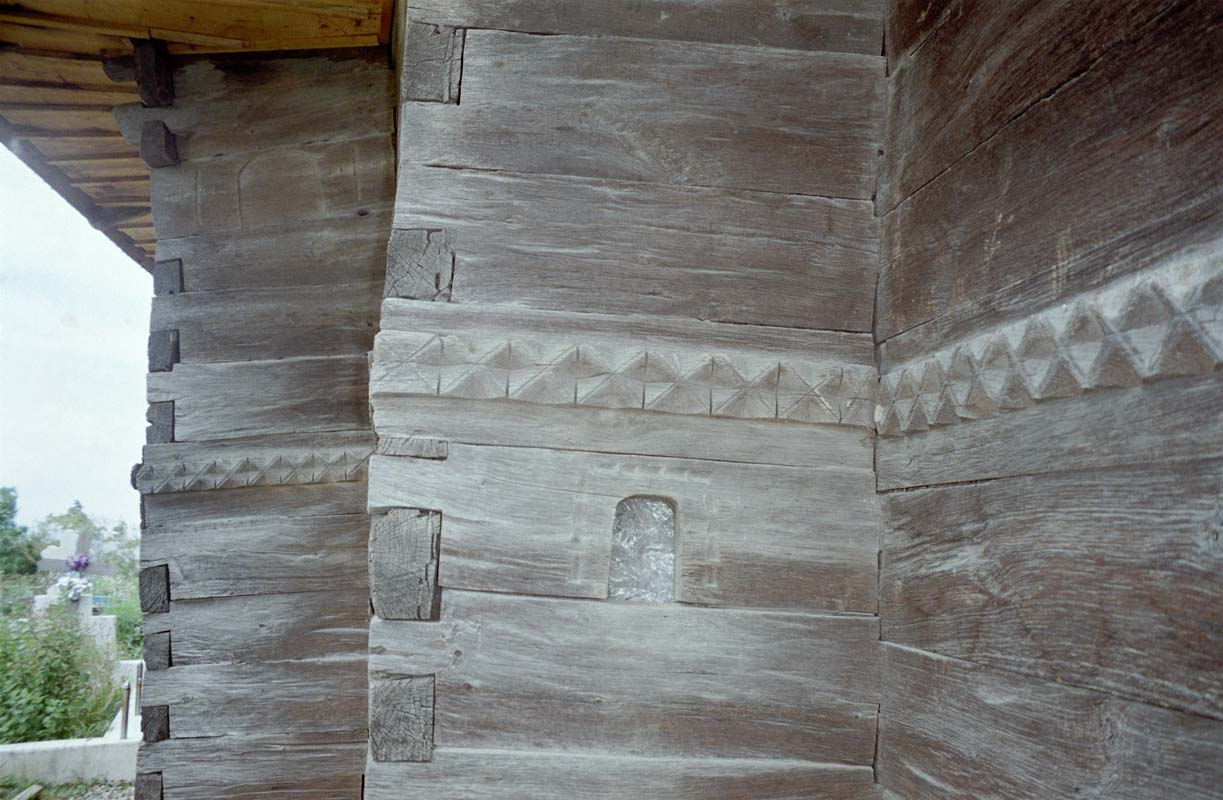
Brâul median, 2002

Biserica de lemn cu hramul Cuvioasa Paraschiva din Miroslovești, a fost construită în anul 1756. Această biserică de țară prezintă trăsăturile specifice stilului moldovenesc, distinse aici în cupola boltită peste navă și în absidele laterale. Biserica este cuprinsă în noua listă a monumentelor istorice sub codul LMI: cod LMI IS-II-m-B-04205.

## Istoric
Tradiția „rămasă din om în om” amintește de o biserică de lemn mai veche în cătunul Dărăbeni, arsă de turci în noaptea de înviere.
Biserica de lemn actuală a fost ridicată în partea nouă a satului, „în Năvrăpești, în bâtca dealului”, deasupra râului Moldova, cu lemne de pe loc. Momentul ridicării bisericii a fost consemnat înr-o inscripție pe portalul de la intrare: „D[i]n zile[le] lu[i] Co[ns]tanti[n] v[o]d[ă] în lu[na] lu[i] ma[rtie] în 2 d[ene] +v[leat] 7264. Stan meșt[e]r Miron m[e]șt[e]r To[a]der mește[r]”. Inscripția datează construcția din anul 7264, după era bizantină, de la Adam, care în cronologia actuală, de la nașterea lui Isus, înseamnă anul 1756, așadar în timpul domniei lui Constantin Racoviță. În încheierea inscripției semnează o echipă de dulgheri: Stan, Miron și Toader, toți trei purtând titlul de meșter. Sătenii își amintesc și astăzi că „a fost un meșter la biserică din familia Stan sau Astanii”. Cei din familia locală Astanii „erau constructori di case din strămoși”.

## Trăsături
Ca formă arhitecturală această biserică face parte din tipul bisericilor de lemn moldovenești. Se remarcă îndeosebi planul longitudinal cu abside laterale, specific în Moldova, preluat din arhitectura de zid. Încăperile sunt așezate de la vest la est, în ordine: pridvorul, tinda, nava și altarul. O altă trăsătură caracteristică se distinge în interior, în cupola larg desfășurată peste navă și absidele laterale.
Temelia acestei biserici este din piatră, pereții din bârne de stejar, iar acoperișul din draniță. Pereții sunt înalți, netezi, ridicați din paisprezece rânduri de bârne fasonate din lemne crepate în două. „Bârnele îs închiate în clești cu cuie di lemn.” Ele sunt așezate două câte două într-un singur rând. Trecerea de la un rând la altul nu se face prin chetoare ci prin cepuri de lemn.
Cei trei meșteri au ridicat biserica într-o tehnică de calitate, care să-i asigure rezistența în timp. Ei nu s-au oprit doar la nivelul tehnic și funcțional ce s-au întrecut mai departe în a înfrumuseța volumele clare ale construcției, subliniind astfel rolul ei central în sânul comunității. Dintre elementele de decor se disting în primul rând trei registre cioplite cu mult efect jur-împrejurul butei bisericii: un brâu în funie dublat de o undă a apei peste talpă, un brâu median de cruci cioplite în relief și un rând de ocnițe sub streșini.
Decorația exterioară se intensifică în jurul locurilor de trecere dintr-o încăpere la alta. Se disting astfel stâlpii și grinzile pridvorului, portalul de intrare, decorația bogată peste golurile dintre tinda femeilor și biserica bărbaților, culminând cu iconostasul bogat decorat ce separă altarul de restul bisericii. Ferestrele originale nu sunt lipsite nici ele de decor, fiind încadrate de mici scobituri „în unghie”.
Despre piciorul mesei de altar, tăiat sub forma unui picior de potir, se spune că „îi făcut dintr-un trunchi de la lemnul care o stat pe acel loc”.

## Imagini

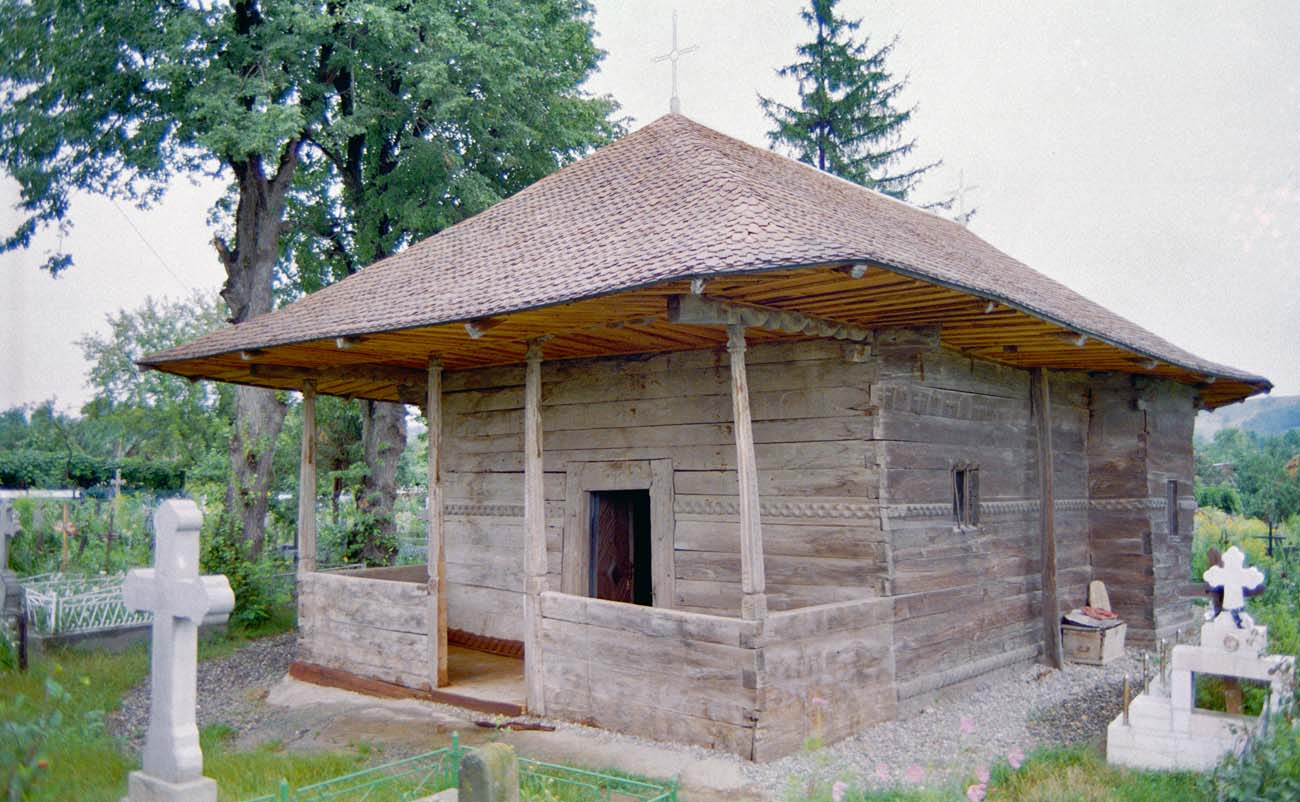
Pridvorul pe stâlpi la intrare, 2002
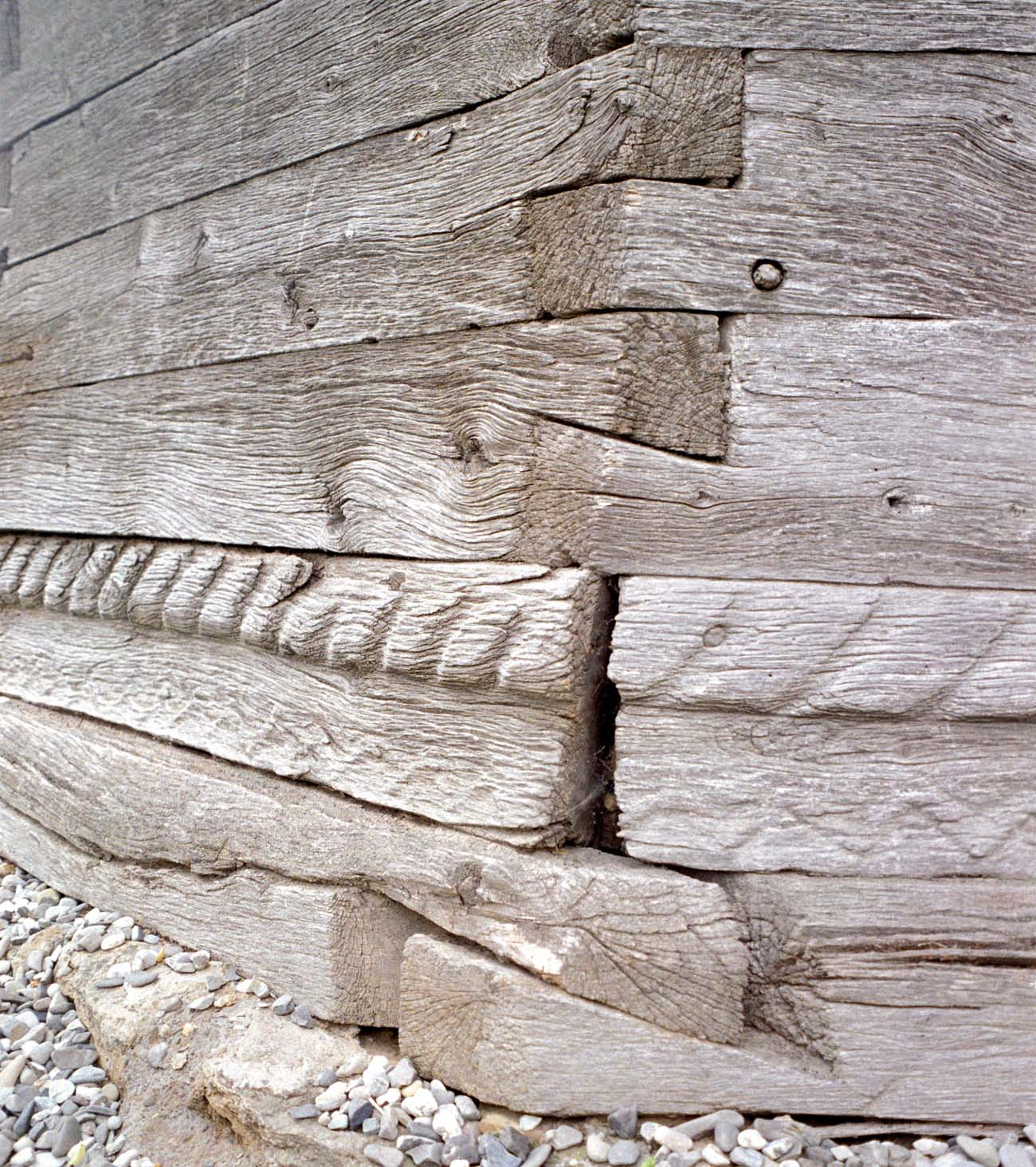
Îmbinări la absida altarului, 2002
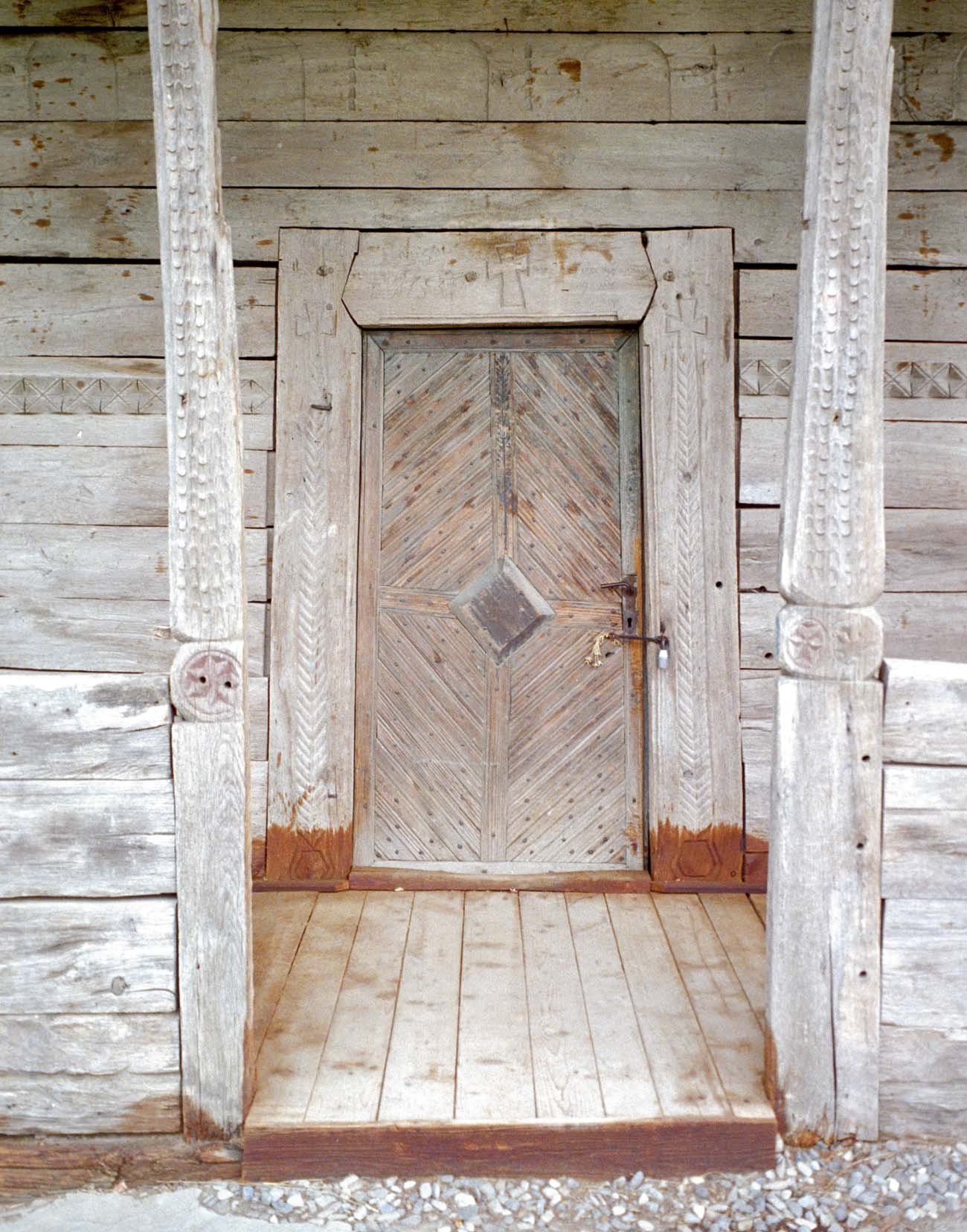
Portalul intrării, 2002
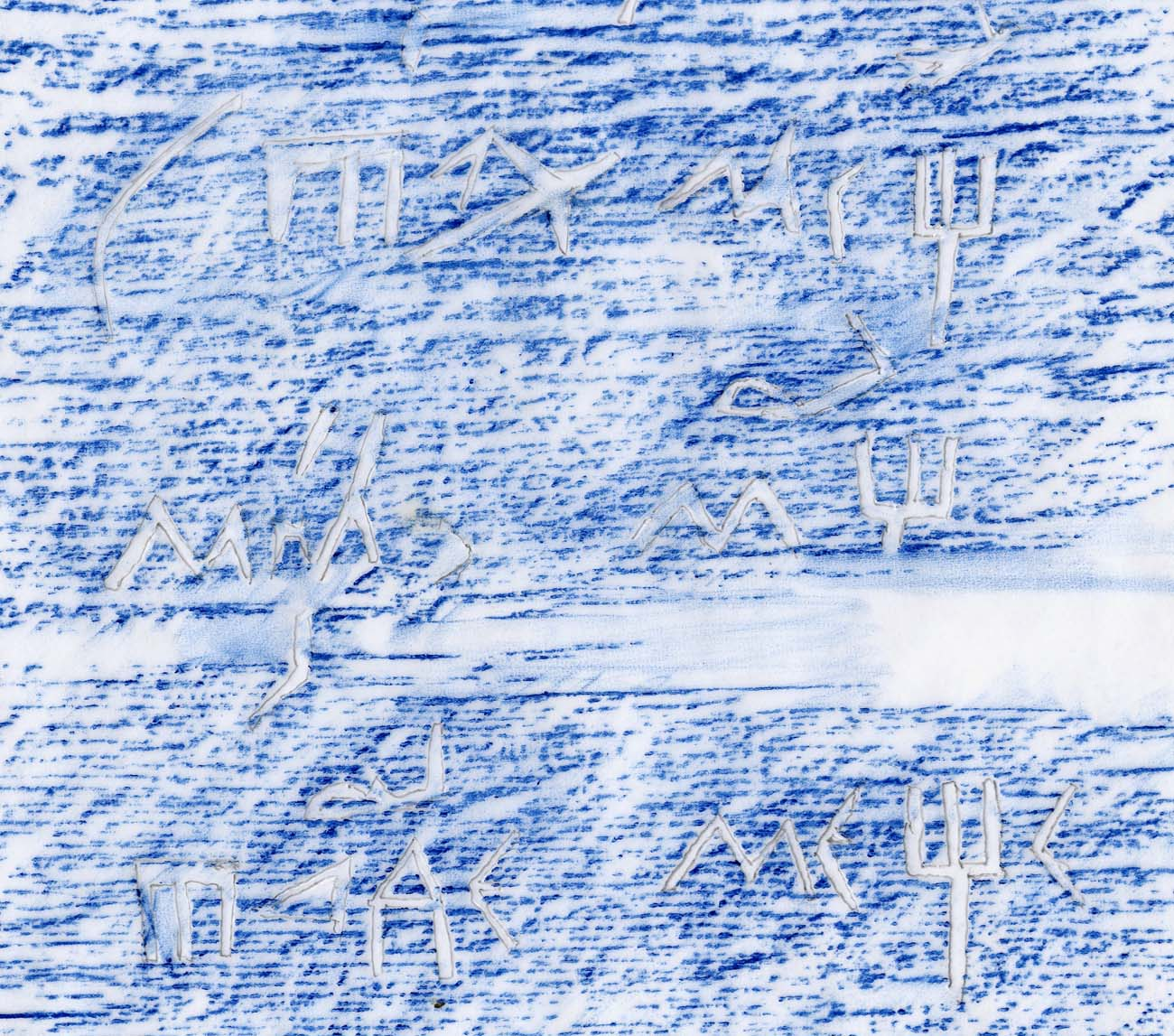
Numele meşterilor, 2002